# Mutter (Lied)
Mutter ist ein Lied der deutschen Neue-Deutsche-Härte-Band Rammstein. Es wurde von Rammstein geschrieben und von Jacob Hellner gemeinsam mit der Band produziert. Das Lied ist die vierte Singleauskopplung ihres dritten Studioalbums Mutter und wurde am 25. März 2002 veröffentlicht.

## Inhalt
Im von Till Lindemann verfassten Text wird die Situation eines mutterlosen Menschen beschrieben, der nach einer Identität schreit und sich – als Paradoxon – an seiner Mutter rächen will, weil sie nie für ihn da war:

„Der Mutter, die mich nie geboren

Hab’ ich heute Nacht geschworen

Ich werd’ ihr eine Krankheit schenken

Und sie danach im Fluss versenken“

Das lyrische Ich wird in vielen Interpretationen als Klon identifiziert. Allerdings ist Lindemanns Lyrik voller Bezüge auf Horror-Literatur und häufig ohne diese nicht oder nicht vollständig zu verstehen (Bsp.: Mein Herz brennt als Verarbeitung von E. T. A. Hoffmanns Der Sandmann). Für das Lied Mutter liegt die Identifizierung des lyrischen Ichs mit Frankensteins Monster nahe. Lindemanns darstellerische Leistung im zugehörigen Video entspricht – dazu passend – mehreren modernen Filminterpretationen des Monsters; so erinnern die getragenen Kontaktlinsen an Robert de Niros Frankenstein-Verkörperung von 1994. Genau wie ein Klon hat auch Frankensteins Monster allenfalls einen Vater, aber keine Mutter.
Am Anfang sind leise Glocken und das Jammern eines Babys zu hören. Anschließend singt Lindemann mit ruhiger Stimme die Strophen. Im Kontrast dazu steht das geschriene „Mutter“ im Refrain, bei dem zu einer eingängigen Streicher-Melodie druckvolle Gitarren spielen. Am Ende wird der Refrain eine Sekund höher gespielt. Die Komposition stammt laut Flake Lorenz vom Leadgitarristen Richard Kruspe.

## Musikvideo
Das Musikvideo zu Mutter wurde von Joern Heitmann im Winter 2001/2002 in Deutschland gedreht und feierte am 25. März 2002 Premiere.
Im Video ist Till Lindemann der einzige Darsteller. Er spielt abwechselnd einen dunkel gekleideten Mann, der mit einem Boot nachts über einen See fährt und in einigen Sequenzen mit geschlossenen Augen unter Wasser treibt – eine visuelle Reminiszenz an das Cover des gleichnamigen Albums – sowie einen kaum bekleideten Mann, womöglich einen Klon, der in einem im Boden ausgehobenen Loch unter einem Gitter eingesperrt ist. Da Lindemann zu diesem Zeitpunkt einen kahlgeschorenen Kopf hatte, trug er nach eigenen Angaben für die Rolle des Bootfahrenden eine Perücke.
Im Zuge des nachträglich für die DVD Videos 1995–2012 erstellten Making-ofs zum Video berichtete die Band, dass in der ursprünglichen Planung wie üblich alle Gruppenmitglieder als Protagonisten vorgesehen waren. Da aber die Musiker nur wenige Tage vor dem geplanten Aufnahmetermin von einer Tournee zurückgekehrt waren und sich die Mehrheit von ihnen Urlaub wünschte, wurde der Dreh am Ende nur von Lindemann bestritten. Zudem wurden auch die Mitspracherechte der abwesenden Mitglieder der ansonsten strikt demokratisch entscheidenden Band eingeschränkt. Das fertige Video führte laut Christoph Schneider später zu so großen Meinungsverschiedenheiten, dass es fast zur Trennung der Gruppe gekommen wäre.

## Single

### Covergestaltung
Das Singlecover zeigt das Gesicht des Rammstein-Sängers Till Lindemann, der die Augen geschlossen hat. Rechts im Bild befinden sich die weißen Schriftzüge Rammstein und Mutter, während das Rammstein-Logo links oben zu sehen ist. Das Cover besitzt einen orangen Farbstich.

### Titelliste
1. Mutter (Radio Edit) – 3:40
2. Mutter (Vocoder Mix) – 4:32
3. 5/4 – 5:30
4. Mutter (Sono’s Inkubator Mix) – 7:22

- Die Single erschien auch als 2-Track-CD, nur mit den Liedern Mutter und 5/4.

### Chartplatzierungen
Mutter stieg am 8. April 2002 auf Platz 47 in die deutschen Charts ein und konnte sich vier Wochen in den Top 100 halten. In Österreich und der Schweiz erreichte die Single dagegen die Charts nicht.
| ChartsChartplatzierungen | Höchstplatzierung | Wochen |
| ------------------------ | ----------------- | ------ |
| Deutschland (GfK)        | 47 (4 Wo.)        | 4      |

## Trivia
Im folgenden Jahr (2002) erschien das Lied Show me how to live der amerikanischen Rockband Audioslave, in dem das lyrische Ich als Frankensteins Monster zu identifizieren ist, das seinen Vater (Frankenstein) anklagt und anfleht. Show me how to live kann inhaltlich somit als Gegenstück zu Rammsteins Mutter gesehen werden. Besondere Originalität erhält Rammsteins Version durch den Wechsel der üblichen Perspektive von Schöpfung (= Monster) vs. Vater (= Victor Frankenstein) zu Schöpfung vs. Mutter bzw. das Fehlen einer Mutter. Eine Beeinflussung des Verfassers von Show me how to live, Chris Cornell, durch Rammsteins Mutter ist nicht anzunehmen, da Chris Cornells Inspiration laut eigener Aussage direkt von der Lektüre des Ursprungsromans von Mary Shelley herrührte.